# Acadèmia Naval Israeliana
La Acadèmia Naval Israeliana (en hebreu: קורס חובלים) és una acadèmia naval, a on té lloc un curs voluntari, dedicat a l'entrenament, l'educació i la selecció dels nous oficials navals que formaran part de l'Armada Israeliana. Aquest curs, té lloc conjuntament amb altres cursos institucionals en l'escola de comandament naval de la base d'instrucció israeliana. L'Acadèmia naval és considerada com una de les més prestigioses i exigents de les FDI, juntament amb l'Acadèmia de Vol de la Força Aèria Israeliana. Com a mitjana, només 1 de cada 3 cadets completa la seva formació amb èxit. El curs dura gairebé tres anys, i els cadets es graduen amb un diploma de la Universitat de Haifa i amb el rang d'oficial Tinent. Els graduats es comprometen a realitzar un servei militar addicional de 61 mesos. Les proves tenen lloc a Haifa i a Tel-Ha-Xomer.